# Plopșorul meu cu băsmăluță roșie
Plopșorul meu cu băsmăluță roșie (în rusă Тополёк мой в красной косынке, transliterat: Topoliok moi v krasnoi kosînke, în kîrgîză Делбирим) este o nuvelă în limba rusă din 1961 a scriitorului kirghiz Cinghiz Aitmatov, publicată pentru prima dată în revista literară „Drujba narodov”. Lucrarea stă la baza mai multor filme și piese de teatru.

## Subiect
Nuvela descrie istoria de dragoste dintre șoferul Ilias și tânăra Asel. Conform specialistului în literatură Aleksandr Ovcearenko⁠(d), în lucrare sunt trei naratori: autorul (jurnalist), șoferul Ilias și drumarul Baitemir Kulov – povestirile ultimilor doi având forma unor mărturisiri.
Ilias este un camionagiu care se deplasează pe drumul montan Tean-Șan. Într-o zi, în drum spre un kolhoz, face cunoștință întâmplător cu tânăra Asel. Ulterior, de fiecare dată când merge spre acel kolhoz, îi face lui Asel câte o vizită scurtă. Ilias află că părinții lui Asel, urmând tradiția kirghiză, au pețit-o unei rude îndepărtate pe care fata nici măcar nu o cunoaște. El îi face o declarație de dragoste, la care Asel răspunde cu reciprocitate, și cei doi fug în lumea mare, în ciuda părinților.
„Plopșorul meu cu băsmăluță roșie” sunt cuvintele cu care Ilias își dezmiardă iubita, inspirat fiind de constituția ei subțire dar zveltă și privirea deschisă dar serioasă.
Un timp, cuplul duce o viață fericită, care culminează cu nașterea unui fiu. Ilias însă nimerește într-un accident, în încercarea de a demonstra colegilor și superiorilor săi că o anumită trecere montană dificilă poate fi traversată cu mașina. Drept consecință, el începe să bea și cei doi se ceartă tot mai frecvent. Asel află că Ilias are o amantă – dispecera Kadicea – și se desparte de el; Ilias se mută în orașul Kadicei.
După câțiva ani, Ilias decide să se întoarcă la Asel și fiul lor. Pe drum, el îl ia cu autostopul pe Baitemir, un drumar pe care îl cunoaște de la accidentul din trecerea montană. Baitemir se dovedește a fi soțul de acum al lui Asel. Ea este cea de-a doua soție a lui Baitemir – prima a murit, împreună cu cei doi copii ai lor, sub o avalanșă, în timp ce Baitemir era pe frontul celui de-al doilea război mondial. Drumarul se teme că o să o piardă și pe Asel, dar, înțelegător, nu o împiedică să revină în viața lui Ilias. Eforturile lui Ilias însă sunt zadarnice: Asel nu se lasă convinsă și alege să rămână cu Baitemir. După câteva întâlniri cu fiul său, Ilias înțelege că a pierdut-o pe Asel pentru totdeauna și o părăsește, rostind: „Adio, Asel! Adio, plopșorul meu cu băsmăluță roșie!”.

## Publicare
Nuvela a fost publicată pentru prima dată în 1961 în revista literară „Drujba narodov”. Au urmat mai multe recenzii în revistele sovietice. Lucrarea a fost inclusă în colecția „Cântecul stepei, cântecul munților” («Повести степей и гор» – „Povesti stepei i gor”, 1963), pentru care scriitorul a fost decorat cu Premiul Lenin. În anul următor a făcut parte și din seria „Citește, tovarășe!” («Прочти, товарищ!» – „Prociti, tovarișci!”) a editurii „Znanie”.
Lucrarea a fost scrisă în limba rusă; în limba kirghiză autorul a intitulat-o „Delbirim”. În opinia specialistului în literatură K. Asanaliev, expusă în revista „Kîrgîzstanul literar” («Литературный Кыргызстан» – „Literaturnîi Kîrgîzstan”), titlul kirghiz este lipsit de latura poetică caracteristică titlului rus, fapt care influențează negativ perceperea lucrării în ansamblu.

## Adaptări

### Film
- 1961 – Trecerea⁠(d) («Перевал» – „Pereval”), Studioul de film din Frunze, URSS, regia Aleksei Saharov⁠(d)
- 1973 – Eu sunt Tean-Șan⁠(d) («Я — Тянь-Шань» – „Ia – Tean-Șan”), Mosfilm, URSS, regia Irina Poplavskaia⁠(d)
- 1977 – Fata cu eșarfă roșie⁠(d) (Selvi Boylum Al Yazmalım), Turcia, regia Atif Yilmaz⁠(d)
- 2018 – Plopșorul meu cu băsmăluță roșie⁠(d) (Sarviqomat dilbarim), Uzbekistan/Kîrgîzstan, regia Sarvar Karimov

### Televiziune
- 2011 – Eșarfa roșie⁠(d) (Al Yazmalım), 37 de episoade, Turcia, regia Ali Bilgin⁠(d)

### Operă și balet
- 1966 – baletul „Asel”⁠(d) («Асель»), Teatrul Bolșoi, compozitor Vladimir Vlasov⁠(d)
- 1969 – opereta „Tărâmul lalelelor” («Край тюльпанов» – „Krai tiulpanov”), compozitor Aleksandr Rudeanski⁠(d), libret de Lia Berejnîh
- 1979 – drama muzicală „Plopșorul meu…” («Тополёк мой…» – „Topoliok moi…”), compozitor Manas Leviev, text de Hamid Gʻulom⁠(d), traducere din uzbecă de Raim Farhodiy⁠(d)[11]

### Teatru
Potrivit specialistului în artă Djukun Imankulov, din opera lui Cinghiz Aitmatov nuvela Plopșorul meu cu băsmăluță roșie și piesa Ascensiunea pe Fuji ocupă „un loc de cinste” în teatrul sovietic al anilor 1960-70, autorul „pătrunzând în esența vieții spirituale ale omului sovietic”.
În 1964, pe scena Teatrului Academic Dramatic Uzbec „Hamza”⁠(d) a fost jucată piesa „Frumoasa Asel”, în regia lui Tașhodja Hodjaev. Același regizor a pus în scenă piesa și la Teatrul Național Academic Tătar „Ğaliəsğər Kamal”⁠(d), un an mai târziu. Piesa a fost decorată cu Premiul de Stat „Ğabdulla Tuqay” al Republicii Tatarstan⁠(d).
Un spectacol bazat pe nuvelă a fost jucat la Teatrul Dramatic Turkmen⁠(d) în 1966, primind o apreciere înaltă de la însuși Aitmatov, care se afla în sală. În luna noiembrie a aceluiași an, un alt spectacol a fost prezentat de trupa Teatrului Dramatic Rus „Cinghiz Aitmatov”⁠(d) pe scena Teatrului Kreml.

## Traduceri
Plopșorul meu cu băsmăluță roșie a fost publicată în română în cartea Cîntecul stepei, cîntecul munților la editura „Albatros” în 1989, în traducerea lui Nicolae Ionescu.